# Bernardo Provenzano
Bernardo Provenzano (31. januar 1933 - 13. juli 2016) er tidligere frontfigur for den italienske mafia La Cosa Nostra. Han antages at have været leder for Corleonesi, der er en fraktion af mafian, som stammer fra Corleone, og de facto capo di tutti capi (bossernes boss) af hele den sicilanske mafia frem til han blev arresteret i 2006. Han er blevet anset for den direkte efterfølger for Toto Riina, der blev pågrebet i 1993.
Provenzano havde øgenavnet Binnu u tratturi (siciliansk) for "Traktoren Binnie") fordi, ifølge en stikker, "pløjede folk ned." Hans andre øgenavne var Revisoren fordi tilsyneladende han havde en meget stille og afdæmpet måde at drive et forbryderimperium, særligt i forhold til nogle af hans meget voldelige forgængere.

## Tidlige år
Provenzano blev født og opvoksede i Corleone som den tredje af i alt syv brødre, der blev født af lokale bønder. Han forlod skolen i en alder af ti år uden at færdiggøre den, og arbejdede herefter i markerne. Han sluttede sig til mafiaen i slutningen af sine teenageår. På dette tidspunkt var Michele Navarra leder af mafiafamilien i Corleone, men Provenzano kom til at arbejde tæt sammen med Luciano Leggio,der var et ungt ambitiøst mafiamedlem. Navarra og Leggio gik i krig mod hinanden i midten a 1950'erne.
I august 1958 var Provenzano en af de 14 personer, der var med til at hjælpe Leggio med at overfalde og dræbe Michele Navarra. Leggio blev efterfølgende overhoved for familien. Over de næste fem år hjalp Provenzano Leggio med at finde og dræbe mange af Navarra overlevende støtter. I maj 1963 flygtede Provenzano efter han mislykkedes i at dræbe en af Navarras mænd – på dette tidspunkt flygtede han ikke fra politiet, men derimod fra et mafiavendetta. Leggio sagde om Provenzano: "Han skyder som en gud, det er en skam at hans hjerne er som en kyllings..." Den 10. september 1963 kom der en arrestordre på Provenzano for mordet på en af Navarras mænd. Provenzano var nu både på flugt fra politiet og resten af Corleonesi. Leggio kom i fængsel for mord i 1974, hvilket efterlod Totò Riina som leder for mafiaen. Provenzano blev næstkommanderende for Corleonesi og Riinas højre hånd.
Provenzano deltog i Viale Lazio-massakcren den 10. december 1969, hvor Michele Cavataio blev myrdet for sin rolle i den første mafiakrig. Angreebt gik næsten galt og Cavataio var i stand til at skyde og dræbe Calogero Bagarella (en af Leoluca Bagarellas ældre brøde, Bagarella var Totò Riinas voger). Ifølge legende reddede Provenzano situationen med sin Beretta 38/A-maskinpistol, og fik sig ved dette angreb et ry som en mafia-dræber. Ifølge Gaetano Grado, der var en af deltagerne, som senere var vidne i retten, var det Provenzano der forkludrede angrebet ved at skyde for tidligt.
Under Riinas tid som godfather, antages det at Provenzano arbejdede i kulissen og tog sig af den finansielle side af forbryderimperiet, som Riina styrede, og han særligt arbejdede med heroinsmugling. Det vides ikke i hvilket omfang han deltog i den anden mafiakrig i 1981/82, der blev startet af Riina, og som resulterede i at over 1000 mafiamedlemmer døde, og at Corleonesi blev den dominerende del af mafiaen på Sicilien.
Igennem 1980'erne og 1990'erne skabge Provenzano et privat len i Bagheria, der er en forstad til Palermo. I hans højborg mødtes mafiaen og lavede kontrakter, købte tavshed og loyalitet. En af Provenzanos samarbejdspartnere over lang tid, beskrev hans Villa Valguarnera fra 1700-tallet som "et smukt sted, klassisk stil, hvor Provenzano boede i skjul, fredeligt med sin familie... Han tog normalt til møder i en ambulance."
I januar 1993 blev Riina idømt livsvarigt fængsel for at have bestilt en lang række mord stå bag bl.a. Via D'Amelio-massakren og Giovanni Falcones død. Provenzano overtog herefter Riinas rolle som overhoved for mafiaen, på trods af at han levede i skjul for myndighederne.

## Anholdelse
Provenzano blev anholdt den 11. april 2006 i den lille by Corleone på Sicilien, efter at have holdt sig skjult for myndighederne i 43 år. En talsmand fra Palermo politi, Daniele Macaluso, udtalte at Provenzano var blevet arresteret om morgenen tæt ved Corleone omkring 60 km syd for Palermo, og ville blive kørt tilbage til den sicialnske hovedstad. 
Anholdelsen var en del af en offensiv mod den organiserede kriminalitet i almindelighed og mod San Lorenzo-klanen i særdeleshed.
Provenzano døde den 13. juli 2016 på et fængselshospital i Milano. Han led af kræft og parkinsons sygdom.